# 1-й Прибалтійський фронт
1-й Прибалті́йський фронт — оперативно-стратегічне об'єднання радянських військ, що перебувало у складі діючої армії в період з 20 жовтня 1943 до 24 лютого 1945 року за часів Другої світової війни.

## Історія
1-й Прибалтійський фронт утворений 20 жовтня 1943 року на підставі наказу Ставки ВГК від 16 жовтня 1943 року шляхом перейменування Калінінського фронту. Оперативно-стратегічне об'єднання призначалося для дії на північно-західному і західному напрямках німецько-радянського фронту та мало на момент формування у своєму складі 4-ту ударну, 39-ту, 43-тю і 3-тю повітряну армії. Надалі в різний час до складу фронту входили 2-га, 6-та і 11-та гвардійська, 51-ша, 61-ша загальновійськові та 5-та гвардійська танкова армії.
З 1 по 21 листопада 1943 року війська фронту за сприяння сил 2-го Прибалтійського фронту вели наступ на вітебсько-полоцькому напрямку, в результаті чого вклинилися на глибину 45-55 км в оборону противника своїм правим крилом і глибоко охопили з північного заходу городоцьке та вітебське угруповання німецьких військ. З 13 по 31 грудня 1943 року фронт провів Городоцьку наступальну операцію, в ході якої було розгромлене городоцьке угруповання вермахту та ліквідований городоцький виступ в обороні противника. В боях Городоцької операції були розбиті німецькі 87-ма, 129-та та 211-та піхотні дивізії, значних втрат зазнала 20-та танкова.
У лютому-березні 1944 року війська 1-го Прибалтійського фронту у взаємодії з військами Західного фронту провели наступальну операцію на Вітебськ. Однак, у ході проведення операції її основні завдання виконані не були. Радянські війська не змогли не тільки прорватися до Мінська, а й опанувати Вітебськ. А проте, 3-тя німецька танкова армія, що тримала оборону в районі міста зазнала великих втрат і змушена була ввести в бій усі свої резерви. Війська 1-го Прибалтійського фронту глибоко охопили вітебське угруповання противника, створивши передумови для його подальшого розгрому у Вітебсько-Оршанській операції в червні 1944 року.
З 23 червня у взаємодії з військами 3-го Білоруського фронту в ході Вітебсько-Оршанської операції вони розгромили ліве крило німецької групи армій «Центр», вийшли на підступи до Полоцька і, розвиваючи успіх, без оперативної паузи провели Полоцьку операцію. Розгромивши полоцьке угруповання німецьких військ, війська фронту просунулися лівим крилом на 120—160 км і створили вигідні умови для розвитку наступу на Даугавпілс та Шяуляй.
У липні війська фронту в ході Шяуляйської операції розгромили паневежисько-шяуляйську групу військ вермахту і, змінивши напрям головного удару, розгорнули наступ на Ригу з метою перерізати сухопутні комунікації німецької групи армій «Північ» зі Східною Прусією, вийшли до Ризької затоки, але в серпні під контрударами німецьких військ відступили на 30 км на південь.
У вересні фронт взяв участь у Ризькій операції. Перегрупувавши свої сили на ліве крило, в район Шяуляя, на початку жовтня він завдав раптовий удар на Мемель (Клайпеда) і, завершивши Мемельську операцію, разом з військами 2-го Прибалтійського фронту блокував з суші Курляндське угруповання противника; надалі вів бої за її знищення.
У січні-лютому 1945 року фронт частиною сил брав участь у Східнопрусській стратегічній операції, сприяючи 3-му Білоруському фронту в розгромі тільзітського угруповання противника. Одночасно в кінці січня силами 4-ї ударної армії у взаємодії зі з'єднаннями морської піхоти, артилерією і авіацією Балтійського флоту війська фронту ліквідували мемельський плацдарм противника та 28 січня здобули Мемель.
На початку лютого 1945 року військам фронту, разом з 3-м Білоруським фронтом, провели операцію по ліквідації притиснутої до моря східнопрусської групи вермахту, що закріпилася на Земландському півострові і в районі Кенігсберга. Армії фронту, що діяли в Курляндії, були передані 2-му Прибалтійському фронту. З 17 лютого всі зусилля фронту зосередилися на ліквідації земландського угруповання противника.
24 лютого 1945 року на підставі директиви ставки ВГК від 21 лютого 1945 року фронт був розформований, а його війська, перетворені на Земландську оперативну групу військ, яка увійшла до складу 3-го Білоруського фронту.

## Командувачі
- генерал армії Єрьоменко А. І. (жовтень — листопад 1943)
- генерал армії Баграмян І. Х. (листопад 1943 — лютий 1945).

## Військові формування у складі фронту

### На час формування фронту
- Армії:
  - 4-та ударна армія
  - 6-та гвардійська армія
  - 39-та армія
  - 43-тя армія
  - 3-тя повітряна армія

### Входили у різний час до сил фронту
- Армії:
  - 2-га гвардійська армія
  - 5-та армія
  - 11-та армія
  - 51-ша армія
  - 61-ша армія
  - 5-та гвардійська танкова армія